# Divina
Divina is een Slowaakse gemeente in de regio Žilina, en maakt deel uit van het district Žilina.
Divina telt 2.472 inwoners.